# 석마제미
석마제미(昔麻帝彌, ?~?)는 백제의 박사이다.

## 생애
모노노배(物部守屋)파가 왜의 정권을 잡으며 불교를 적극 수용하자, 587년에 그는 백제의 와박사(瓦博士)로서 왜에 파견되었다.